# 토론토 선

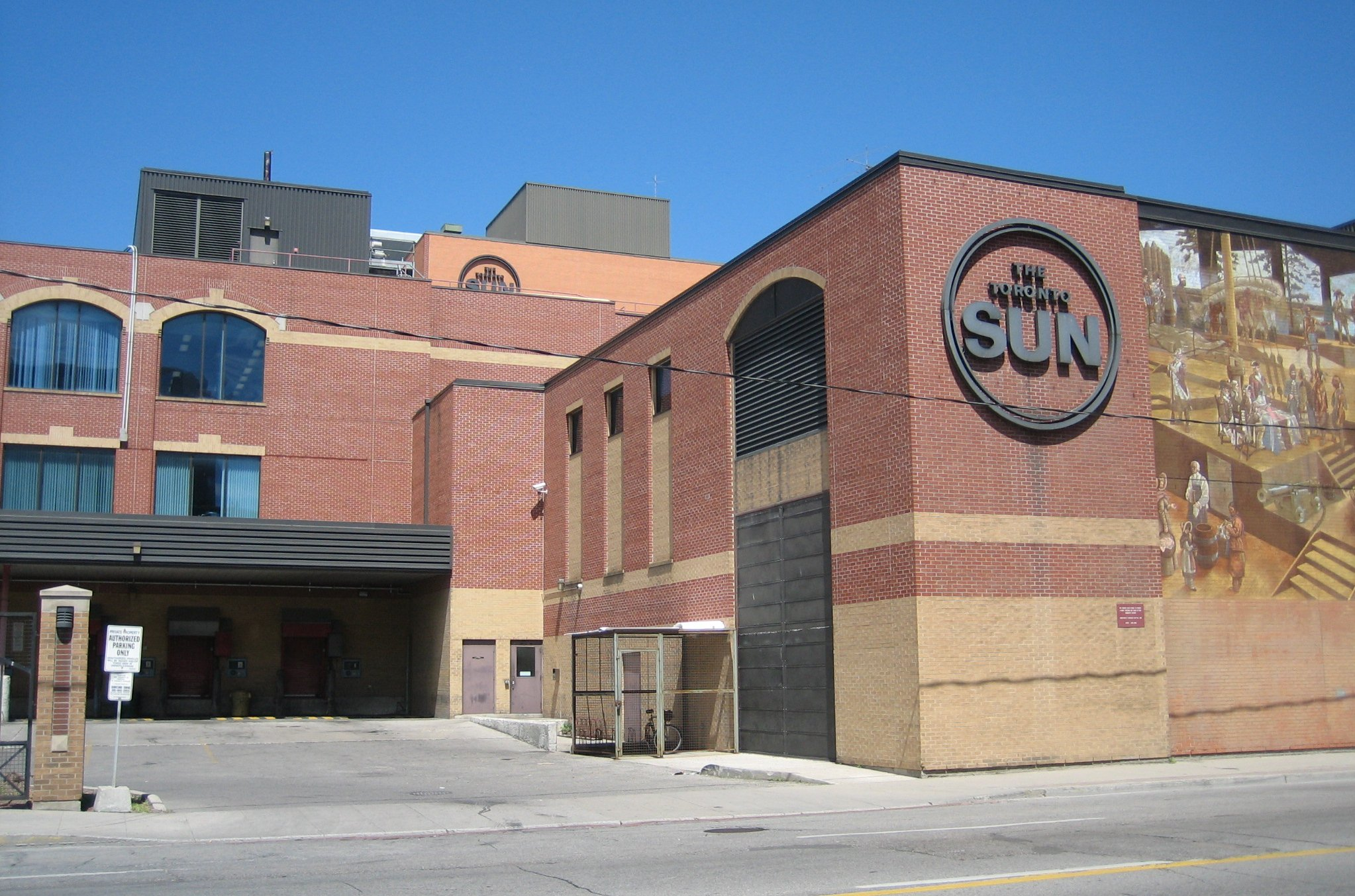
토론토 선 빌딩

토론토 선(Toronto Sun)은 캐나다 온타리오주 토론토 지역의 일간 타블로이드 신문이다.